# Nasza klasa (film)
Nasza klasa (est. Klass) – estoński dramat filmowy z 2007 roku w reżyserii Ilmara Raaga, dotykający problemu przemocy w szkole. Film oparty został na prawdziwych wydarzeniach. Nakręcono także miniserial The Class: Life After, ukazujący dalsze losy bohaterów.

## Obsada
- Vallo Kirs – Kaspar
- Pärt Uusberg – Joosep
- Lauri Pedaja – Anders
- Paula Solvak – Thea
- Mikk Mägi – Paul
- Riina Ries – Riina
- Joonas Paas – Toomas
- Kadi Metsla – Kati
- Triin Tenso – Kerli
- Virgo Ernits – Tiit
- Karl Sakrits – Olav

## Nagrody
W 2007 roku film był nagradzany na Warszawskim Międzynarodowym Festiwalu Filmowym oraz na MFF w Karlowych Warach. Był też oficjalnym estońskim kandydatem do Oscara dla najlepszego filmu nieanglojęzycznego, ale ostatecznie nie zdobył nominacji.